# Modibo Adama
Modibo Adama (* um 1786; † 1847), auch bekannt als Adama bi Ardo Hassana, war ein Anführer im Dschihad der Fulbe und der Gründer des Emirates Adamaua, nach dem bis heute der Bundesstaat Adamaua in Nigeria und die Region Adamaua in Kamerun benannt sind.

## Leben
Adamas Vater Hassana war ein kleiner Adliger aus Ba'ajo und Koranschüler und lebte später in Guringa. Adama wurde ebenfalls Koranschüler, zunächst in Bornu unter Mallam Kiari, später im Land der Hausa unter Usman dan Fodio, von dem er den Titel Modibo (der Gebildete) erhielt. 1803 fiel Vater Hassana im Kampf gegen die Bata. 1804 kehrte Adama nach Guringa zurück, während Usman dan Fodio den Dschihad gegen die Hausa begann.
1806 traf eine Delegation aus Guringa, zu der auch Adama gehörte, in Gwandu mit Usman zusammen. Als Resultat des Treffens wurde Adama von Usman beauftragt, Fumbina zu erobern. Fumbina war damals der Name der Gegend südlich des Tschad-Sees und von Nicht-Muslimen bewohnt.
Adama stellte aus Fulbe- und Hausa-Männern eine Freiwilligen-Armee aus Reitern, bewaffnet mit Schwert, Pfeil und Bogen, auf und zog nach Fumbina. Die dort Lebenden sollten entweder den Islam annehmen oder würden versklavt werden. Zunächst kämpfte die Armee erfolgreich gegen die Bata.
Dann griff seine Armee den Staat Mandara (zwischen Bornu und Bagirmi) unter König Bukar Djiama an. Er konnte zwar die Hauptstadt Dulo einnehmen, aber nicht halten. Daher zog er sich nach Yola zurück.
In zahlreichen Feldzügen wurde das Reich beständig erweitert. 1825 begann die Einnahme des heutigen Hochlandes von Adamaua. 1841 wurde Yola Hauptstadt. Schließlich umfasste das Reich 103.000 km² und 1.500.000 Personen. Die Eroberungen führten zu einem Bevölkerungsrückgang, da viele, die sich Adama nicht unterwerfen und keine Moslems werden wollten, nach Süden flohen. Somit wurden die Fulbe zur dominierenden Ethnie und der Islam zur vorherrschenden Religion in Adamaua. Da die Fulbe viele Rinderherden hatten, reduzierten sie den Bewuchs mit Urwald zugunsten von Savannen. Adama blieb zeitlebens loyal zu Usman dan Fodio und dessen Nachfolgern als Kalifen von Sokoto.
1847 starb Adama und wurde in Yola begraben. Sein Nachfolger wurde sein Sohn Muhammadu Lawal, nach ihm nacheinander zwei weitere Söhne von Adama.